# ماريا أورورا
ماريا أورورا (بالبرتغالية: Maria Aurora‏) هي كاتِبة وصحفية وشاعرة برتغالية، ولدت في 13 نوفمبر 1937 في Sátão ‏ في البرتغال، وتوفيت في 11 يوليو 2010 في فونشال في البرتغال.